# Ethopoeia
Ethopoeia var en av de så kallade progymnasmata-övningarna eller introduktionsövningarna i antika retorikskolor.  Det tillhör även idag introduktionskurser i retorik och rubriceras som övningen karaktärisering på svenska universitet. Ethopoeia innebär att imitera en karaktärs personlighet i en specifik talsituation.

## Definition
Ethopoeia är taget från det grekiska ordet ethos (karaktär) och poeia (framställning). Exempel på situationer som en karaktärisering kan handla om kan vara en präst som håller tal inför församlingen i ett visst ämne, en far som tillrättavisar och instruerar sitt barn, en lärare som skäller ut en skolklass för deras dåliga beteende eller ett kärleksdrama. Egentligen kan det handla om vilket ämne som helst, där man ska imitera en annan personlighet i en viss given situation. 
Professorn i retorik vid Lunds universitet, Anders Sigrell, uttrycker ämnets innebörd enligt följande: ”Övningen karaktärisering, ethopoeia – att författa och framföra ett tal som en person skulle ha kunnat hålla i en specifik situation, väsentligen skild från den egna positionen. Det här är inte bara som en övning i att se världen från en bestämd åsiktsposition, utan också som en träning i att känna de känslor som är förbundna med denna andra position”

## Karaktäriseringens metodik
I en karaktärisering är det särskild fokus på att talarens verbala och icke-verbala kommunikation samverkar, actio. Talaren kan använda såväl ord som röst- och tonläge, taltempo, betoningar, kroppsställning, huvudrörelser, gester, blickar och mimik för att framföra en god karaktärisering. Exempelvis uttrycker den antika retorn Quintilianus följande om actio; 
”On the other hand, if gesture and the expression of the face are out of harmony with the speech, if we look cheerful when our words are sad, or shake our heads when making a positive assertion, our words will not only lack weight, but will fail to carry conviction” Quintilianus är också tydlig när det gäller pathos i actio; pathos förmedlas till publiken med hjälp av actio. Det är via synen och hörseln som känslorna i talet når själen hos åhörarna. 
Sammanfattningsvis kan man säga att en god karaktärisering bygger på att uttrycka sig på ett sätt som överensstämmer med talsituationen och den specifika karaktärens egenskaper och det sätt denna person antas uttrycka sig i en given kontext. För att kunna göra detta på ett övertygande sätt, måste man ha den verbala kommunikationen i överensstämmelse med den icke verbala. En del av den icke verbala kommunikationen är känslorna.
För att känslorna man uttrycker ska få ett mottagande hos publiken såsom ”äkta”, finns det olika skolor och teorier som utbildar exempelvis skådespelare att tänka på ett sätt som signalerar autenticitet i den givna situationen.
Ett sådant ämne är Method Acting. I scenkonsten är Method Acting en grupp av tekniker skådespelare använder i en given situation för att inom dem själva skapa de tankar och känslor som deras karaktärer har, för att kunna utveckla verklighetstrogna framträdanden. Generellt görs detta genom att skådespelaren gör en noggrann studie av karaktärens psykologiska motiv och samtidigt försöker skapa en personlig identifikation med karaktären i fantasin, om möjligt genom att dra sig till minnes händelser i skådespelarens tidigare liv som kan sättas i anknytning på något sätt i något led med karaktärens känslor. 